# Phyllida Lloyd
Phyllida Lloyd CBE (Bristol, 17 de junho de 1957) é uma diretora de teatro e cinema britânica, conhecida internacionalmente pela direção do filme Mamma Mia!, baseado no musical homônimo, também dirigido por ela.

## Carreira
Graduou-se na Universidade de Birmingham em 1979 e trabalhou durante cinco anos na BBC, na área de Drama. Nos anos 80, dirigiu e produziu peças de teatro na Bristol Old Vic, companhia de teatro da cidade. Sua carreira como diretora nos teatros ingleses, de Manchester a Londres, incluindo no Royal Shakespeare Company, chegou ao auge em 1999, quando dirigiu o musical Mamma Mia!, em Londres, que se tornou um grande sucesso internacional, apresentado desde então em várias partes do mundo. A carreira teatral teve uma breve interrupção em 2008 com o convite para dirigir a adaptação cinematográfica da peça, que a levou a seu primeiro trabalho como cineasta.
O filme, estrelado por Meryl Streep e Pierce Brosnan, foi um grande sucesso internacional e o filme britânico de maior bilheteria na história do Reino Unido.
Em 2009, Lloyd foi indicada para o Prêmio Tony de Melhor Direção, pela peça Mary Stuart, encenada por ela nos Estados Unidos.
Dirigiu, em 2011, A Dama de Ferro (em inglês, The Iron Lady) um filme biográfico britânico de 2011 baseado na vida de Margaret Thatcher (1925-2013), a primeira-ministra do Reino Unido do século 20 com mais tempo no cargo. Thatcher é retratada principalmente por Meryl Streep, ao qual foi escolhida por críticos como a melhor atriz de 2011, para o Oscar 2012, ao qual venceu.
Em 2018 foi responsável pela direção de Tina! - The Tina Turner Musical, musical que conta a historia de ninguém menos que Tina Turner. O musical foi aclamado pela critica obtendo cinco estrelas em todos os quesitos, se consagrando como um dos melhores musicais da historia. 